# Московский государственный текстильный университет имени А. Н. Косыгина
Моско́вский госуда́рственный тексти́льный университе́т им. А. Н. Косы́гина — высшее учебное заведение в Москве, существовавшее в 1919—2012 годах. Реорганизован путём присоединения к МГУДТ в качестве структурного подразделения.

## История
Образован в 1919 году как 1-й Московский текстильный техникум, почти сразу переименован в Московский текстильный институт. С этой даты учебное заведение официально ведёт свою историю.
Награждён орденом Трудового Красного Знамени (1971).
С 1981 года институт носит имя  видного государственного и общественного деятеля СССР — Алексея Николаевича Косыгина.
В 1991 году вуз получил статус академии и именуется Московская Государственная Текстильная Академия им. А. Н. Косыгина.
В 1999 году вузу присвоен статус университета, а его наименование изменено на Московский государственный текстильный университет им. А. Н. Косыгина.
В 2012 году реорганизован в форме присоединения к МГУДТ в качестве структурного подразделения.
10 января 2013 года исключён из Единого государственного реестра юридических лиц.

### Наименования
- 1919—1920 — 1-й Московский текстильный техникум
- 1920—1923 — Московский практический текстильный институт
- 1923—1981 — Московский текстильный Институт (МТИ)
- 1981—1991 — Московский текстильный Институт им. А. Н. Косыгина (МТИ им. А. Н. Косыгина)
- 1991—1999 — Московская государственная текстильная академия им. А. Н. Косыгина (МГТА им. А. Н. Косыгина)
- 1999—2012 — Московский государственный текстильный университет им. А. Н. Косыгина (МГТУ им. А. Н. Косыгина)

### Ректоры
1. 1919—1921 — Кременецкий Андрей Никитич
2. 1922—1930 — Линде Владимир Владимирович
3. 1930—1934 — Чучалов Сергей Иванович
4. 1934—1935 — Бабашкин Георгий Иванович
5. 1935—1937 — Басиас Любовь Яковлевна
6. 1937—1940 — Канарский Николай Яковлевич
7. 1940—1941 — Попков Василий Иванович
8. 1941—1943 — Губин Василий Иванович
9. 1943—1948 — Щукин Иван Владимирович
10. 1948—1950 — Визжилин Николай Алексеевич
11. 1950—1960 — Петров Иван Арсеньевич
12. 1961—1963 — Басилов Александр Петрович
13. 1963—1965 — Гусев Владимир Егорович
14. 1966—1970 — Будников Владимир Иванович
15. 1970—2002 — Мартынов Иван Антонович
16. 2002—2012 — Николаев Сергей Дмитриевич
17. на 12.08.2018 — Разумеев Константин Эдуардович - декан (директор) Текстильного института им. А.Н. Косыгина в составе Российского государственного университета им. А.Н. Косыгина[3].

## Кафедры
- Кафедра текстильных технологий
- Кафедра проектирования и художественного оформления текстильных изделий
- Кафедра материаловедения и товарной экспертизы[4]

В институте имеются свои общежития, профсоюз, спортзал, 2 столовых. Материальная база состоит также из промышленного оборудования — ткацкого, хлопкопрядильного, трикотажного(трикотажный цех), металлообрабатывающего и разнообразного научного оборудования.

## Гимн, девизы и символика вуза

### Гимн
(музыка и слова В.Глазунова)

Заря багрово-красная вставала над страной,

Но люди в счастье верили, за это шли на бой

Вот в это время грозное и был рожден на свет

Московский государственный текстильный университет.

Народ плотины строил и заводы создавал,

Но шелк и ситец нам нужны не меньше, чем металл.

Всегда был в гуще важных дел в дни горя и побед

Московский государственный текстильный университет.

Но вот пошел на нас войной фашистский супостат.

Доцент, профессор и студент взялись за автомат.

Всемерно фронту помогал в годину лютых бед

Московский государственный текстильный университет.

И снова мир, и нужно, чтоб не рвалось полотно,

И нужно создавать станок, краситель, волокно.

Он честно долг свой выполнял немало трудных лет

Московский государственный текстильный университет.

Но век заставил сделать нас нелегкий поворот,

И важным стал во всех делах коммерческий расчет.

Но он на вызов времени достойный дал ответ

Московский государственный текстильный университет.

Спокойно и уверенно мы вновь глядим вперед,

И обещаем, каждый факультет не подведет.

В учёбе ли, в науке ли добьемся мы побед -

Московский государственный текстильный университет.

### Девизы

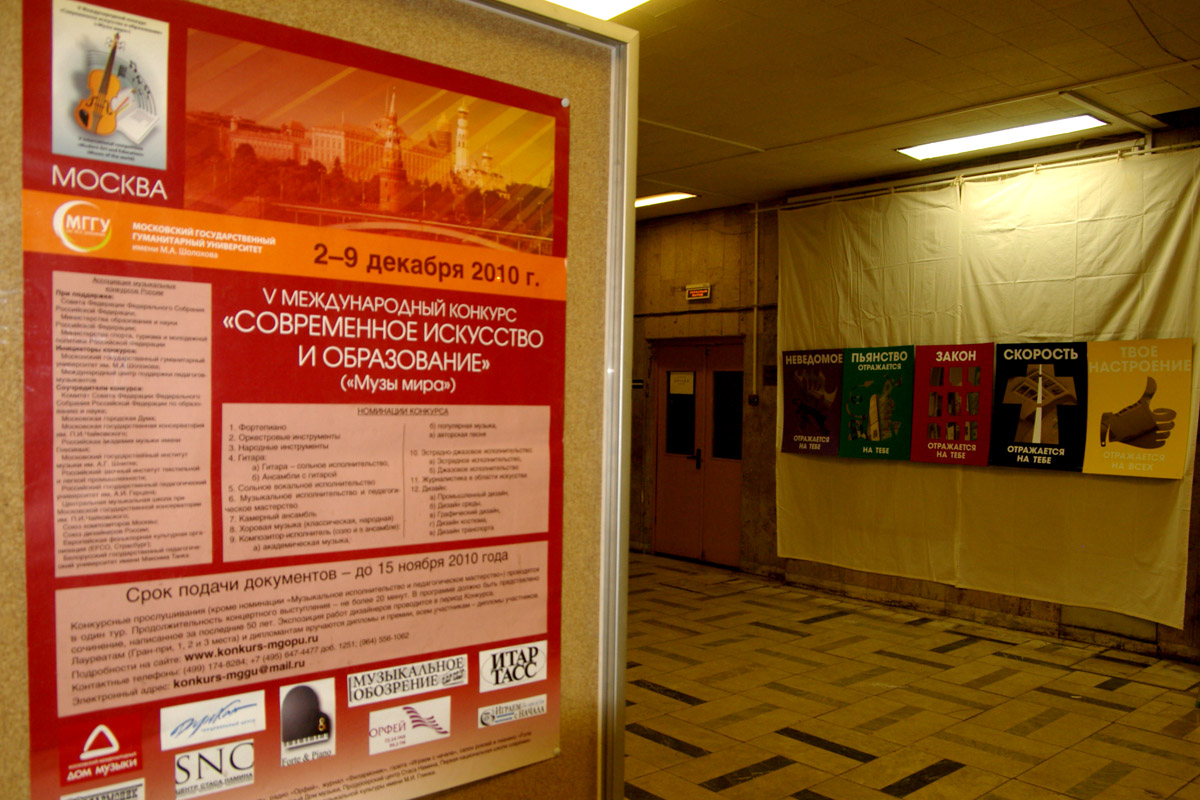
Выставки номинации «Дизайн» конкурса «Современное искусство и образование» («Музы мира») чаще всего проходили в фойе МГТУ им. А. Н. Косыгина.

- Текстильный университет — это единство, учёба, работа и прогресс!
- Текстильный университет — прочная основа, достойное образование, наилучшие профессионалы!
- Где наука и прогресс — там текстильный университет!
- Непрерывно создавать новое и становиться им!
- Познай себя и жизнь в учении.
- Наш университет — это место, где мы можем реализовать себя.
- Наш текстильный — самый сильный, наш текстильный — самый стильный!!!
- Учёба — путь познания себя и жизни в целом.
- Учись, трудись и стань!
- В наше время поднять страну могут только студенты МГТУ!
- В будущее лесенку строим мы сейчас, университет Косыгина обучает нас!
- Высококлассный молодой специалист — новой России!
- Учиться отлично, чтобы работать по- Косыгински!

## Известные выпускники
- Зайцев, Вячеслав Михайлович — советский и российский художник-модельер, живописец и график, телеведущий.
- Толстикова, Ольга Леонидовна — советский и российский художник, общественный деятель.
- Симачев Денис Николаевич - российский дизайнер, модельер, телеведущий. Лауреат российских и международных премий. Кандидат технических наук. Изобретатель.

## Музей художественных тканей
При университете работает учебный Музей художественных тканей, основанный в 1934 году.